# Капустин, Александр Викторович
Алекса́ндр Ви́кторович Капу́стин (род. 28 октября 1977, Скадовск) — украинский гребец, выступавший за сборную Украины по академической гребле в период 1994—1996 годов. Член украинской восьмёрки на летних Олимпийских играх в Атланте.

## Биография
Родился 28 октября 1977 года в Скадовске Херсонской области Украинской ССР.
Первого серьёзного успеха на международном уровне добился в сезоне 1994 года, когда вошёл в состав украинской национальной сборной и побывал на юниорском чемпионате мира в Мюнхене, где в зачёте распашных рулевых восьмёрок отобрался в главный финал А и занял итоговое четвёртое место, немного не дотянув до призовых позиций. Год спустя на мировом первенстве среди юниоров в Познани стартовал в той же дисциплине и на сей раз финишировал в финале А шестым.
Благодаря череде удачных выступлений в возрасте восемнадцати лет удостоился права защищать честь страны на летних Олимпийских играх 1996 года в Атланте — вместе с командой, куда также вошли гребцы Роман Гриневич, Олег Лыков, Виталий Раевский, Евгений Шаронин, Игорь Мартыненко, Игорь Могильный, Валерий Самара и рулевой Григорий Дмитренко, дошёл в распашных восьмёрках до утешительного финала «Б» и расположился в итоговом протоколе на десятой строке.
После атлантской Олимпиады уже не показывал сколько-нибудь значимых результатов на международной арене.